# Kuwanaspis howardi
Kuwanaspis howardi är en insektsart som först beskrevs av Cooley 1898.  Kuwanaspis howardi ingår i släktet Kuwanaspis och familjen pansarsköldlöss. Inga underarter finns listade i Catalogue of Life.